# Eduard Hüsgen

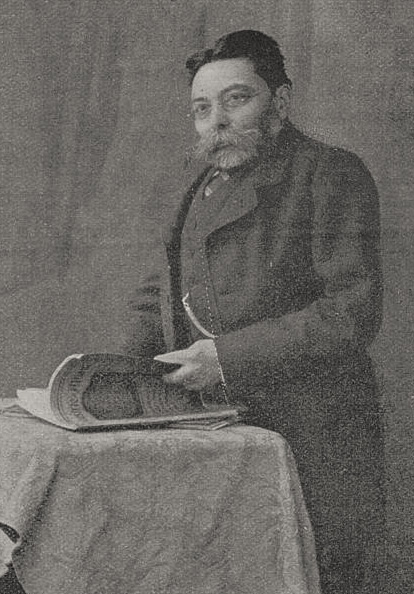
Eduard Hüsgen

Eduard Hüsgen (* 3. Oktober 1848 in Weißenberg bei Neuss; † 20. Oktober 1912 in Düsseldorf) war ein deutscher Journalist und Politiker (Zentrum) und seit 1909 der Vorsitzende des Augustinus-Vereins zur Pflege der katholischen Presse.

## Leben
Eduard Hüsgen war der Sohn des Lehrers Peter Hüsgen und seiner Ehefrau Margareta. Er besuchte das Quirinus-Gymnasium in Neuss und legte 1868 das Abitur ab. Er begann, an der Akademie Münster Theologie zu studieren, wechselte dann jedoch zur Rechtswissenschaft und zur Universität Bonn. 1871 legte er das erste juristisches Examen ab und wurde Referendar am Landgericht Düsseldorf. Nebenher schrieb er gelegentlich für das Düsseldorfer Volksblatt, eine Zeitung des Zentrums. Als das 1873, mitten im Kulturkampf, bekannt wurde, entließ ihn die preußische Justizverwaltung. Die unerwartet freie Zeit nutzte er, um an der Universität Jena zum Dr. iur. zu promovieren.
Im Juni 1874 wurde Hüsgen Redakteur der Kölnischen Volkszeitung. Bereits zum 1. Januar 1875 wurde er zum Chefredakteur des Düsseldorfer Volksblattes bestellt. Diese katholische Zeitung war 1867 von Ernst Franz August Münzenberger als Düsseldorfer Sonntags-Blatt gegründet worden und wurde 1871 in Düsseldorfer Volksblatt umbenannt. Als Zentrumorgan spielte die Zeitung im Kulturkampf in Düsseldorf und Umgebung eine bedeutende Rolle. Nachdem Hüsgen 1903 als Redaktionsleiter ausgeschieden war, wurde das Düsseldorfer Volksblatt 1904 in das Düsseldorfer Tageblatt umgewandelt. Sie entwickelte sich zu einer Zeitung des konservativen Flügels in der Zentrumspartei.
1877/1878 war Hüsgen maßgeblich an der Gründung des „Augustinus-Vereins zur Pflege der katholischen Presse“ beteiligt. Von Anbeginn gehörte er dem Vorstand an. Am 1909 wurde er zum Vorsitzenden gewählt. Außerdem war er an der Gründung des Gesamtverbandes der rheinisch-westfälischen Presse und des Vereins Düsseldorfer Presse beteiligt.
1898 wurde Hüsgen erstmals für die Zentrumspartei in den Düsseldorfer Stadtrat gewählt, ab 1906 war er Vorsitzender der Zentrumsfraktion.
1907 erschien Hüsgens Biographie über Ludwig Windthorst. Sie fand außerordentlich starke Beachtung.

## Familie
Eduard Hüsgen heiratete 1878 Isabella Strauven. Sie hatten neun Kinder.

## Weitere Schriften
- Chronik der Gegenwart. Verlag Felix Bagel, Düsseldorf, drei Bände für die Jahre 1883, 1884 und 1885, erschienen jeweils im Folgejahr (Digitalisate der Universitäts- und Landesbibliothek Düsseldorf).
- Die neue Kreis- und Provinzialordnung für die Rheinprovinz nebst Zuständigkeitstabelle. Für den praktischen Gebrauch herausgegeben und mit Erläuterungen versehen. Bagel, Düsseldorf 1887 (Digitalisat der Universitäts- und Stadtbibliothek Köln und Digitalisat der Staatsbibliothek zu Berlin).